# Las Veguillas
Las Veguillas ist eine westspanische Gemeinde (municipio) mit 275 Einwohnern (Stand: 2024) in der Provinz Salamanca in der Region Kastilien und León. Neben dem Hauptort Las Veguillas gehören zur Gemeinde die Ortschaften Cabrera, Llen, Pedro Llen, Arguijo, Casanueva und Mora de la Sierra sowie die Wüstung Las Huertas.

## Lage und Klima
Die ca. 1050 m hoch gelegene Gemeinde Las Veguillas befindet sich im Süden der altkastilischen Hochebene (meseta). 
Die Stadt Salamanca ist knapp 28 Kilometer in nordnordöstlicher Richtung entfernt. Das Klima im Winter ist durchaus kühl; die geringen Niederschlagsmengen fallen – mit Ausnahme der nahezu regenlosen Sommermonate – verteilt übers ganze Jahr.

## Bevölkerungsentwicklung
| Jahr      | 1970 | 1981 | 1991 | 2001 | 2011 | 2021 |
| Einwohner | 468  | 381  | 324  | 298  | 287  | 284  |

Das kontinuierliche Bevölkerungsrückgang der Gemeinde basiert im Wesentlichen auf dem Zuzug der durch die Mechanisierung der Landwirtschaft und der Aufgabe bäuerlicher Kleinbetriebe arbeitslos gewordenen Landbevölkerung (Landflucht).

## Sehenswürdigkeiten
- Sebastianskirche (Iglesia de San Sebastián)
- Christuskapelle mit Karmelitenkonvent

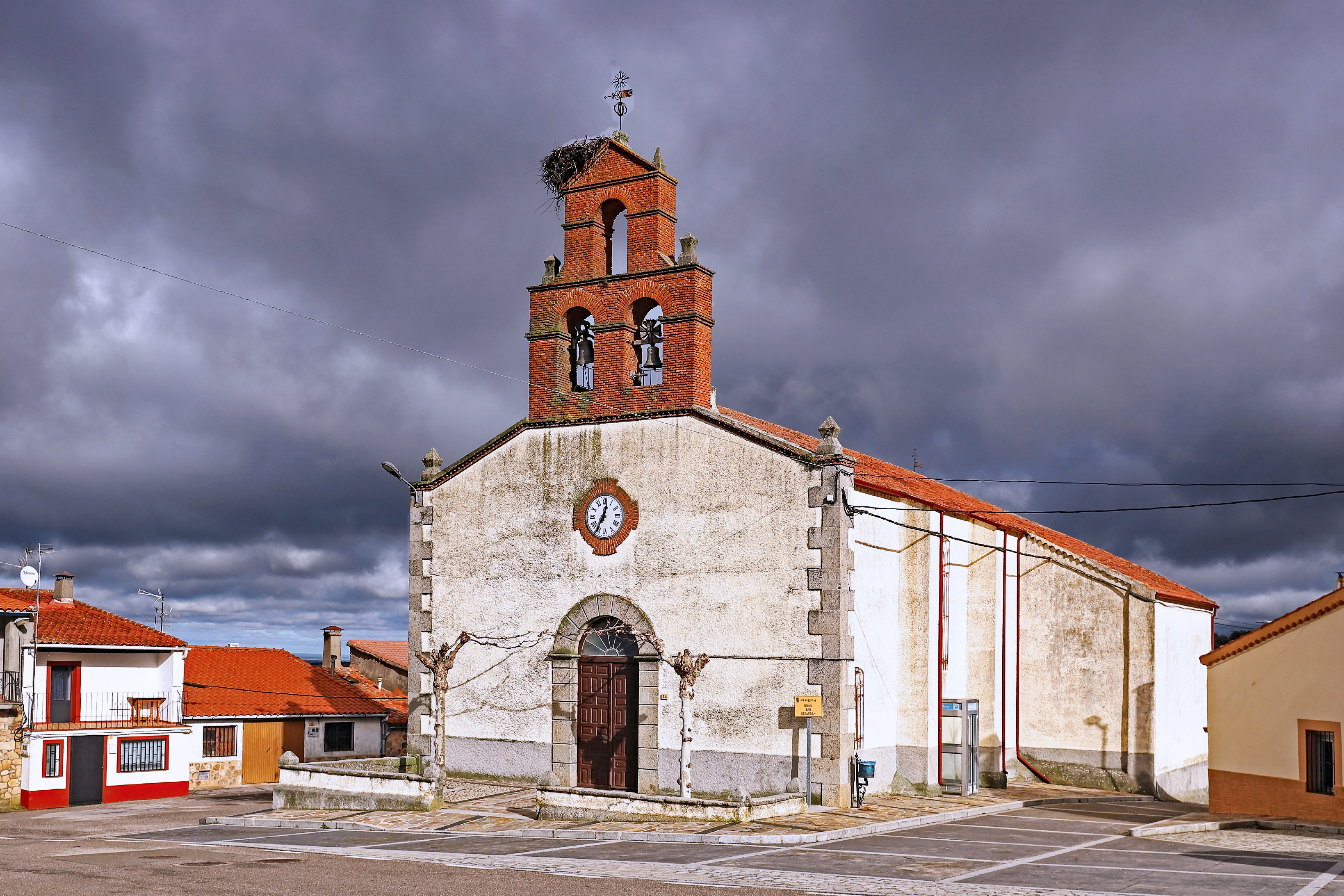
Sebastianskirche
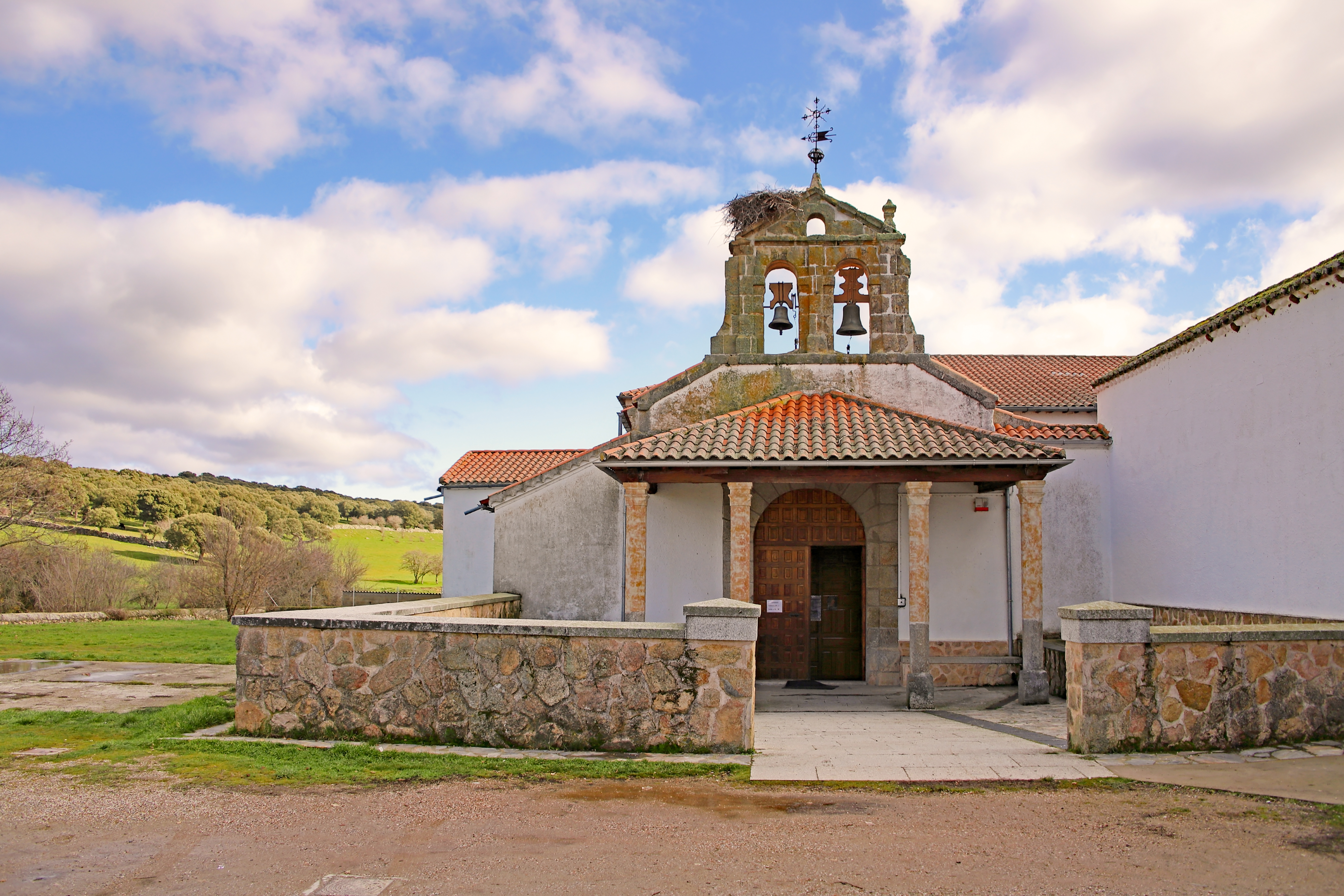
Christuskapelle
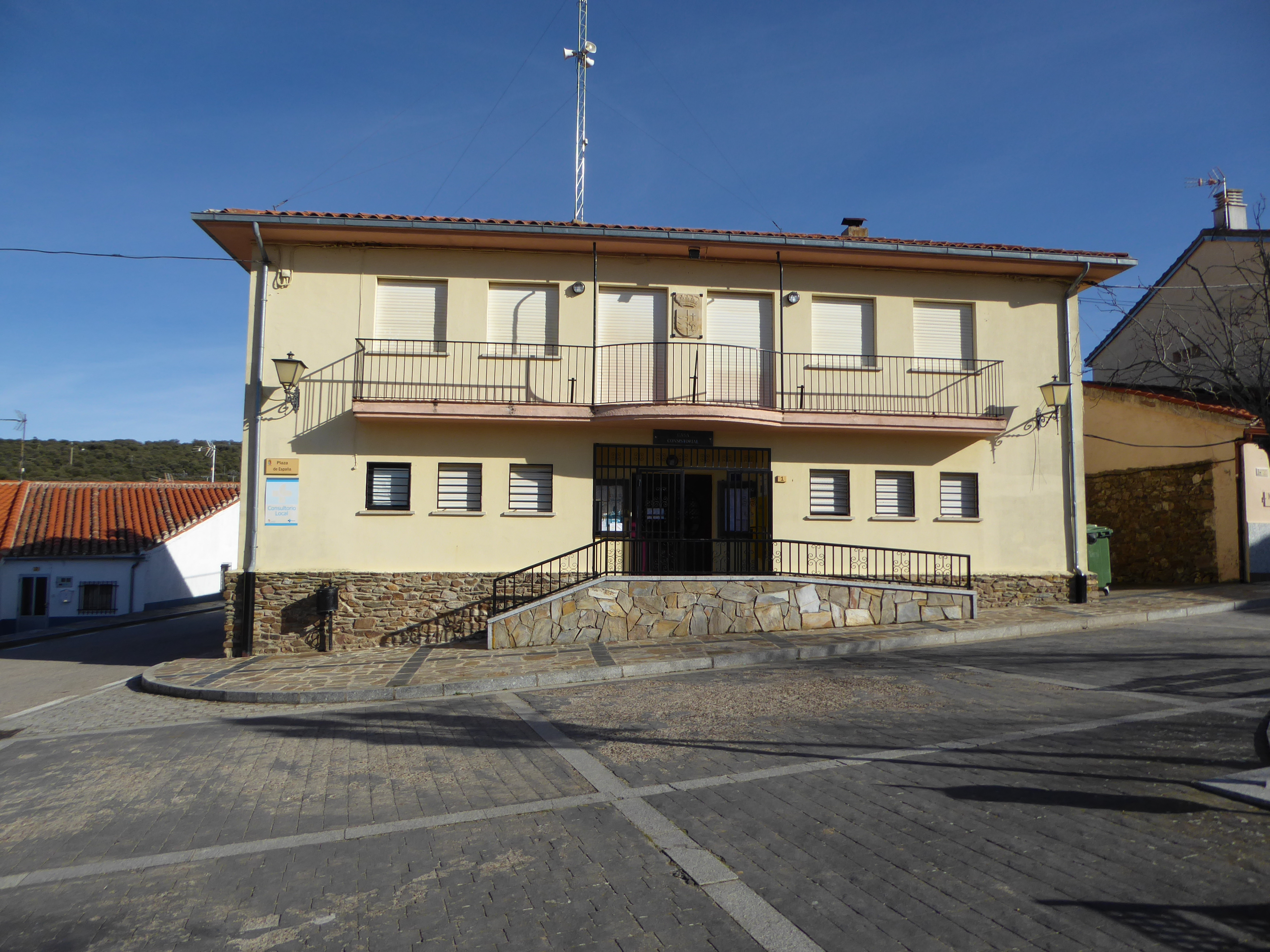
Rathaus